# Döbröczöni Kálmán
Döbröczöni Kálmán (Kórós, 1899. július 25. – Miskolc, 1966. október 23.) magyar festőművész. Miskolcon alkotott.

## Élete, munkássága
Döbröczöni Kálmán 1899-ben született Kóróson, az ormánsági kis faluban. Apja falusi kovácsmester volt, akinek a felesége – Pintér Mária – segédkezett a nehéz munkában. „A kovácsmesterség azonban nem volt elég ahhoz, hogy megéljünk – anyámnak nyolc gyermeke született, akik közül hatot felneveltek – az uradalomban feles és harmados földet vállalt megművelésre – kapálásra” – írta egy 1953-as önéletrajzában. Az elemi iskola hat osztályát Kóróson végezte el, majd tizenhárom éves korában Sellyére ment asztalosinasnak. Szabadulása után Budapesten dolgozott asztalossegédként, és ekkoriban kezdett tanulni és rajzolni. 1917–18-ban már egy fényképésznél volt alkalmazásban fényképésznagyító-retusőrként. 1919-ben katona volt, 1920–21-ben pedig nem volt munkája, nagyon nehéz körülmények között élt. Ez azonban nem akadályozta abban, hogy 1919 és 1921 között egy képzőművészeti szabadiskolát látogasson.
1921-ben felvették a Magyar Királyi Képzőművészeti Főiskolára. Elvégezte a festészeti szakot – Benkhard Ágost növendéke volt –, majd az iparostanonciskolai-rajztanítói oklevelet is megszerezte. Tanulmányai során kiváló előmenetelről tett tanúbizonyságot, évfolyama legjobbjai közé számított. Elnyerte a Pável Mihály-féle alapítvány 1500 koronás ösztöndíját. 1926-ban megkapta a KÉVE (Magyar Képzőművészek és Iparművészek Egyesülete) díját, majd bécsi tanulmányúttal is jutalmazták. 1927-től két évig Benkhard ösztöndíjas tanársegédje volt az alakrajzosztályon. 1929-től 1947-ig a Miskolci Művésztelep műterem ösztöndíjasa volt (de Benkhard tanítványaként már 1923-ban járt Miskolcon), itt szerzett plein air festészeti gyakorlatot. 1930-tól a miskolci tanonciskolában volt rajztanár, majd később igazgató. 1930-ban mutatkozott be tárlatával Miskolcon, s rögtön a város mértékadó művészeként tartották számon. Miskolcon alapított családot, és miskolciságát mindvégig megtartotta (budapesti oktatási elfoglaltsága és későbbi szentendrei tagsága alatt is). Neki is hatása lehetett abban, hogy kortársai közül Imreh Zsigmond és Palcsó Dezső is Miskolcra költözött. 1933–34-ben elnyerte a Collegium Hungaricum római ösztöndíját. Ez az út nem volt komoly hatása művészetére, jobban vágyott volna Franciaországba. Sokat dolgozott, festett, alkotott. Műveit a kritika és a közönség is kedvezően fogadta.
1945-ben megszervezte a Miskolci Művészeti Szabadiskolát, amelynek működésében fontos szerepet vállalt Bod László, Várady Sándor, Imreh Zsigmond, Meilinger Dezső, majd Fekete Géza. Alapító tagja volt a Képzőművészeti Szövetségnek, és egészen 1956-ig a vezetőség tagja is volt.  1950-től 1961-ig – nyugdíjba vonulásáig – az Iparművészeti Főiskola alakrajz professzora volt, s e tevékenységével kiváltotta tanítványainak őszinte ragaszkodását. 1956-tól – barátai meghívására – haláláig tagja volt a Szentendrei művésztelepnek, ahol többször meg is fordult. Felesége elvesztése után röviddel, 1966-ban, ő is elhunyt.
Festői stílusát a nagybányai hagyományok határozták meg. Tájképeket, életképeket, portrékat festett. Goda Gertrud művészettörténész szerint: „Csendben munkálkodó figurái meditatívak, szemlélődőek, a nézőből mély együttérzést váltanak ki a "kis örömökre és nagy bánatokra" kárhoztatott szegény parasztjai. Felfogásmódja dekoratív naturalizmusba hajlik.” Számos kiállításon vett részt, önálló és csoportos tárlatokon egyaránt. Hatalmas életművet hagyott maga után: műtárgyjegyzékében több mint 900 olajfestmény szerepel, miközben számos alkotása megsemmisült, több lappang.

## Önálló kiállításai
- 1930 – Jótékony Nőegylet kisterme, Pécs
- 1930 – Lévay József Közművelődési Egyesület kiállítási terme, Miskolc
- 1933 – Gazdakör díszterme, Miskolc
- 1934 – Korona Szálló, Miskolc
- 1936 – Miskolc
- 1936 – Ózd
- 1937 – Korona Szálló, Miskolc
- 1938 – Korona Szálló, Miskolc
- 1941 – Miskolc
- 1942 – Miskolc (Gulyás László építészmérnökkel)
- 1944 – Miskolc
- 1945 – Borsod-Miskolci Múzeum, Miskolc
- 1947 – Korona Szálló, Miskolc
- 1962 – Szőnyi István Terem, Miskolc
- 1965 – Szőnyi István Terem, Miskolc
- 1970 – Emlékkiállítás, Miskolci Galéria, Miskolc
- 1970 – Emlékkiállítás, Herman Ottó Múzeum, Miskolc
- 1996 – Emlékkiállítás, Kazinczy Klub, Miskolc
- 1999 – Centenáriumi emlékkiállítás, Herman Ottó Múzeum, Miskolc

## Csoportos kiállításai
- 1929 – A Szinyei Társaság Tavaszi Szalonja, Nemzeti Szalon, Budapest
- 1929 – A Munkácsy Céh második kiállítása, Ernst Múzeum, Budapest
- 1929 – Téli Tárlat, Műcsarnok, Budapest
- 1930 – Pécsi Képzőművészek és Műbarátok Társasága, Ernst Múzeum, Budapest
- 1932 – Téli Kiállítás, KÉVE Művészegyesület, Műcsarnok, Budapest
- 1933 – Nemzeti Képzőművészeti Kiállítás, Műcsarnok, Budapest
- 1934 – A Lévay József Közművelődési Egyesület jubileumi képzőművészeti kiállítása, Miskolc
- 1937 – A Lévay József Közművelődési Egyesület képzőművészeti kiállítása, Korona Szálló, Miskolc
- 1941 – Téli kiállítás, Műcsarnok, Budapest
- 1942 – Tavaszi Tárlat, Budapest
- 1943 – Téli kiállítás, Műcsarnok, Budapest
- 1943 – Öt miskolci művész kiállítása, Korona Szálló, Miskolc
- 1944 – VII. Nemzeti Kiállítás, Műcsarnok, Budapest
- 1945 – Borsod-Miskolci képzőművészek kiállítása, Miskolc
- 1946 – Borsod-Miskolci Képzőművészek Szabad Szervezetének kiállítása, Korona Szálló, Miskolc
- 1947 – A KÉVE Művészegyesület kiállítása, Nemzeti Szalon, Budapest
- 1947 – Miskolci képzőművészek kiállítása, Korona Szálló, Miskolc
- 1948 – Miskolc 25 éve a magyar festőművészetben, Kossuth Szálló, Miskolc
- 1950 – I. Magyar Képzőművészeti Kiállítás, Műcsarnok, Budapest
- 1950 – Miskolci képzőművészek kiállítása, Borsod-Miskolci Múzeum, Miskolc
- 1950 – Miskolci képzőművészek kiállítása, Déri Múzeum, Debrecen
- 1951 – Borsod-Abaúj-Zemplén megyei képzőművészek kiállítása, SZMT székház, Miskolc
- 1950 – II. Magyar Képzőművészeti Kiállítás, Műcsarnok, Budapest
- 1952 – Tavaszi Tárlat, Műcsarnok, Budapest
- 1952 – Borsodi képzőművészek II. megyei kiállítása, SZMT Székház, Miskolc
- 1952 – III. Magyar Képzőművészeti Kiállítás, Műcsarnok, Budapest
- 1952 – Magyar-Szovjet Barátság Képzőművészeti Kiállítás, Ernst Múzeum, Budapest
- 1953 – Borsodi képzőművészek III. megyei kiállítása, SZMT Székház, Miskolc
- 1953 – IV. Magyar Képzőművészeti Kiállítás, Budapest
- 1954 – Borsodi képzőművészek IV. megyei kiállítása, SZMT Székház, Miskolc
- 1954 – V. Magyar Képzőművészeti Kiállítás, Műcsarnok, Budapest
- 1955 – Borsodi képzőművészek V. megyei kiállítása, Herman Ottó Múzeum, Miskolc
- 1955 – I. Miskolci Országos Képzőművészeti Kiállítás, Herman Ottó Múzeum, Miskolc
- 1956 – II. Miskolci Országos Képzőművészeti Kiállítás, Herman Ottó Múzeum, Miskolc
- 1957 – III. Miskolci Országos Képzőművészeti Kiállítás, Herman Ottó Múzeum, Miskolc
- 1958 – IV. Miskolci Országos Képzőművészeti Kiállítás, Herman Ottó Múzeum, Miskolc – Műcsarnok, Budapest
- 1959 – V. Miskolci Országos Képzőművészeti Kiállítás, Herman Ottó Múzeum, Miskolc – Műcsarnok, Budapest
- 1959 – Pedagógus képzőművészek kiállítása, Ernst Múzeum, Budapest
- 1960 – Borsodi pedagógus képzőművészek kiállítása, Nevelők Háza, Miskolc
- 1960 – VI. Miskolci Országos Képzőművészeti Kiállítás, Herman Ottó Múzeum, Miskolc – Műcsarnok, Budapest
- 1961 – Szentendrei festők kiállítása, Szentendre
- 1962 – Dunakanyar a képzőművészetben, Szentendre
- 1962 – Megyei képzőművészeti kiállítás, Sátoraljaújhely
- 1962 – Megyei képzőművészeti kiállítás, Ózd
- 1963 – Megyei képzőművészeti kiállítás, Sátoraljaújhely
- 1963 – Szentendrei festészet, István király Múzeum, Székesfehérvár
- 1964 – Szentendrei festőművészek őszi tárlata, Ferenczy Károly Múzeum, Szentendre
- 1965 – I. Észak-Magyarországi Területi Képzőművészeti Kiállítás, Salgótarján, Eger, Sátoraljaújhely, Nyíregyháza